# Уагадугу
Уагадугу (фр. Ouagadougou) је главни град Буркине Фасо и њен највећи град са 1.626.950 становника (2012). Налази се у центру земље у провинцији Кадиого. Име Уагадугу потиче из петнаестог века. У то време два различита племена, Јонионсе и Нинси су живела у области и била су у сталном конфликту. Он се завршио 1441. када је Вубри, херој племена Јоинонсе, одвео своје племе до победе. Он је тада променио име области од Кумбе-Тенга, како су је Нинси звали, у Вогодого. Уагадугу је искварен изговор имена Вогодого.

## Географија
Град је подељен у пет дистрикта, који су подељени у тридесет сектора. Дистрикти Уагадугуа су Гунгин, Камсаогин, Кулуба, Моемин, Ниогсин, Паспанга, Пеулогин и Тиендпалог. Ширу градску зону, која има површину од 219,3 km², чине седамнаест села. По статистици из 1997. 48% становништва су мушкарци и 52% жене, има 5% сеоског и 95%градског становништва и има густину насељености од 6,249 становника по квадратном километру.

### Клима
Клима Уагадугуа је прилично топла. Град је део Судано-Сахелске области и годишње на њему падне 750 mm кише. Кишна сезона траје од маја до октобра са просечном температуром од 30 °C. Хладна сезона траје од децембра до јануара са минималном температуром од 19 °C. Максимална температура током топле сезоне, која траје од априла до маја, може да се попне до 45 °C. Харматан (суви ветар) и монсун су два главна фактора који одређују климу Уагадугуа.
| Клима Уагадуга (1971-2000, екстреми 1902-садашњост)                               | Клима Уагадуга (1971-2000, екстреми 1902-садашњост) | Клима Уагадуга (1971-2000, екстреми 1902-садашњост) | Клима Уагадуга (1971-2000, екстреми 1902-садашњост) | Клима Уагадуга (1971-2000, екстреми 1902-садашњост) | Клима Уагадуга (1971-2000, екстреми 1902-садашњост) | Клима Уагадуга (1971-2000, екстреми 1902-садашњост) | Клима Уагадуга (1971-2000, екстреми 1902-садашњост) | Клима Уагадуга (1971-2000, екстреми 1902-садашњост) | Клима Уагадуга (1971-2000, екстреми 1902-садашњост) | Клима Уагадуга (1971-2000, екстреми 1902-садашњост) | Клима Уагадуга (1971-2000, екстреми 1902-садашњост) | Клима Уагадуга (1971-2000, екстреми 1902-садашњост) | Клима Уагадуга (1971-2000, екстреми 1902-садашњост) |
| Показатељ \ Месец                                                                 | .Јан.                                               | .Феб.                                               | .Мар.                                               | .Апр.                                               | .Мај.                                               | .Јун.                                               | .Јул.                                               | .Авг.                                               | .Сеп.                                               | .Окт.                                               | .Нов.                                               | .Дец.                                               | .Год.                                               |
| --------------------------------------------------------------------------------- | --------------------------------------------------- | --------------------------------------------------- | --------------------------------------------------- | --------------------------------------------------- | --------------------------------------------------- | --------------------------------------------------- | --------------------------------------------------- | --------------------------------------------------- | --------------------------------------------------- | --------------------------------------------------- | --------------------------------------------------- | --------------------------------------------------- | --------------------------------------------------- |
| Апсолутни максимум, °C (°F)                                                       | 39,8 (103,6)                                        | 42,3 (108,1)                                        | 44,5 (112,1)                                        | 46,1 (115)                                          | 44,5 (112,1)                                        | 41,3 (106,3)                                        | 38,8 (101,8)                                        | 36,6 (97,9)                                         | 38,6 (101,5)                                        | 41,0 (105,8)                                        | 40,5 (104,9)                                        | 40,1 (104,2)                                        | 46,1 (115)                                          |
| Максимум, °C (°F)                                                                 | 33,5 (92,3)                                         | 36,5 (97,7)                                         | 39,3 (102,7)                                        | 40,0 (104)                                          | 38,4 (101,1)                                        | 35,6 (96,1)                                         | 32,9 (91,2)                                         | 31,6 (88,9)                                         | 33,1 (91,6)                                         | 36,0 (96,8)                                         | 36,7 (98,1)                                         | 34,4 (93,9)                                         | 35,7 (96,3)                                         |
| Просек, °C (°F)                                                                   | 25,0 (77)                                           | 28,1 (82,6)                                         | 31,7 (89,1)                                         | 33,5 (92,3)                                         | 32,5 (90,5)                                         | 30,1 (86,2)                                         | 27,8 (82)                                           | 26,8 (80,2)                                         | 27,7 (81,9)                                         | 29,6 (85,3)                                         | 28,3 (82,9)                                         | 25,7 (78,3)                                         | 28,9 (84)                                           |
| Минимум, °C (°F)                                                                  | 17,1 (62,8)                                         | 20,0 (68)                                           | 24,3 (75,7)                                         | 27,4 (81,3)                                         | 27,1 (80,8)                                         | 25,1 (77,2)                                         | 23,4 (74,1)                                         | 22,9 (73,2)                                         | 23,1 (73,6)                                         | 23,9 (75)                                           | 20,4 (68,7)                                         | 17,5 (63,5)                                         | 22,7 (72,9)                                         |
| Апсолутни минимум, °C (°F)                                                        | 8,5 (47,3)                                          | 10,4 (50,7)                                         | 14,8 (58,6)                                         | 16,2 (61,2)                                         | 17,0 (62,6)                                         | 17,0 (62,6)                                         | 15,0 (59)                                           | 17,9 (64,2)                                         | 17,6 (63,7)                                         | 17,6 (63,7)                                         | 13,0 (55,4)                                         | 9,5 (49,1)                                          | 8,5 (47,3)                                          |
| Количина падавина, mm (in)                                                        | 0,1 (0,004)                                         | 0,4 (0,016)                                         | 4,7 (0,185)                                         | 23,8 (0,937)                                        | 60,8 (2,394)                                        | 83,4 (3,283)                                        | 202,4 (7,969)                                       | 232,1 (9,138)                                       | 142,5 (5,61)                                        | 32,0 (1,26)                                         | 0,6 (0,024)                                         | 0,0 (0)                                             | 782,8 (30,819)                                      |
| Дани са падавинама (≥ 1.0 mm)                                                     | 0,0                                                 | 0,1                                                 | 0,4                                                 | 2,2                                                 | 5,2                                                 | 7,0                                                 | 12,3                                                | 14,4                                                | 10,4                                                | 3,6                                                 | 0,1                                                 | 0,0                                                 | 55,7                                                |
| Релативна влажност, %                                                             | 24                                                  | 21                                                  | 22                                                  | 36                                                  | 50                                                  | 64                                                  | 72                                                  | 80                                                  | 77                                                  | 60                                                  | 38                                                  | 29                                                  | 48                                                  |
| Сунчани сати — месечни просек                                                     | 271,1                                               | 245,9                                               | 245,4                                               | 232,2                                               | 250,0                                               | 235,9                                               | 221,8                                               | 194,8                                               | 218,1                                               | 264,9                                               | 277,4                                               | 283,4                                               | 2.940,9                                             |
| Извор #1: World Meteorological Organization, Meteo Climat (record highs and lows) |                                                     |                                                     |                                                     |                                                     |                                                     |                                                     |                                                     |                                                     |                                                     |                                                     |                                                     |                                                     |                                                     |
| Извор #2: Deutscher Wetterdienst (humidity, 1961–1967)                            |                                                     |                                                     |                                                     |                                                     |                                                     |                                                     |                                                     |                                                     |                                                     |                                                     |                                                     |                                                     |                                                     |

## Историја
Уагадугу је основан у 11. веку, првобитно под именом Кумбе-Тенга што значи „земља принчева”. Истоимено краљевство је основано у 15. веку од стране племена Нинси. Они су били у сталном сукобу све до 1441. године када је Вубри, херој Јонјонса и важна личност у историји Буркине Фасо, довео своје племе до победе. Затим је преименовао област из „Кумбе-Тенга”, како су је Нинси звали, у „Веиџ сајбер соба кумбем тенга”, што значи „село главног ратног поглавара”. Име је касније постало „Вагадугу“; Ouagadougou је франкофонски правопис овог имена.
Алтернативна теорија о пореклу имена је да су град основали припадници сониншке дијаспоре након пада царства Гане, познатог и као Вагаду. Име Вагадугу би стога значило 'дом Вагуа', сониншке подгрупе која је владала Ганом.
Град је постао престоница Моси царства 1441. године и постао стална резиденција Моси царева (Моро-Наба) 1681. године. Моро-Наба церемонију и даље обавља сваког петка Моро-Наба и његов двор. Године 1919, Французи су учинили Уагадугу главним градом територије Горње Волте (у основи исте области као и савремена Буркина Фасо). Године 1954, железничка пруга из Обале Слоноваче стигла је до града. Становништво Уагадугуа се удвостручило од 1954. до 1960. године и од тада се удвостручује сваких десет година.
Дана 15. јануара 2016, људи наоружани тешким ватреним оружјем су напали центар Уагадугуа у ресторану Капућино и хотелу Сплендид. 28 људи је убијено, и најмање 56 рањено; након владиног контранапада, ослобођено је укупно 176 талаца сутрадан ујутро након почетног напада. Убијена су и тројица починилаца. Џихадистичка побуна наставила се са великим нападима 2017. и 2018. године.

## Становништво
| Година       | 1    | 2     | 3    | 4      | 5    | 6      | 7    | 8      | 9    | 10      | 11   | 12      | 13   | 14      | 2020      |
| ------------ | ---- | ----- | ---- | ------ | ---- | ------ | ---- | ------ | ---- | ------- | ---- | ------- | ---- | ------- | --------- |
| Становништво | 1960 | 59126 | 1975 | 172661 | 1985 | 441514 | 1996 | 709736 | 2006 | 1475223 | 2012 | 1933650 | 2015 | 2532311 | 2 780 000 |

## Привреда
Неке од знаменитости Уагадугуа су: градски парк Бангр-Веонго који има површину од 2,63 km², парк Уните Педагожик у коме на површини од 80.000 m² животиње живе у полудивљем стању, шест метара висока статуа Наба Кум, трг Велики Лав, зоолошки врт, музеј Манега у коме су изложени музички инструменти из целе Буркине Фасо, Лаонго у коме су изложене огромне гранитне скулптуре уметника из целог света.

## Партнерски градови
Градови побратими Уагадугуа су: Лион и Гренобл у Француској, Квебек у Канади, Торино и Сан Минијато у Италији, Луез он Ено у Белгији и Кувајт у Кувајту.
- Бордо, Француска[32]
- Briton Ferry, Велс, Уједињено Краљевство[33]
- Гренобл, Француска[34]
- Кумаси, Гана
- Кувајт сити, Кувајт
- Луез он Ено, Белгија[35]
- Лион, Француска[36]
- Taipei, Таквам[37]
- Џенгџоу, Кина[38]